# 胡炯
胡炯（こ けい）は清朝の官吏で、本籍は中国浙江。監生出身の胡炯は1763年（乾隆28年）より金璧熒に代わり、台湾の台北地区にて八里坌巡検（大台北地区の地方長官）の職を務めた。